# Glavoč vitkan
Glavoč vitkan (lat. Gobius strictus) ili Schmidtov glavoč je riba iz porodice glavoča. Ova ribica naraste najviše do 6,5 cm duljine. Živi na manjim dubinama, do 40 m, na kamenitom terenu. Sivozelene ili sivkaste je boje, s mnoštvom tamnih mrlja po bokovima. Ima izduženo tijelo, veliku glavu u odnosu na tijelo i velike oči postavljene skoro na vrh glave (malo preme naprijed). Repna peraja mu je zaobljena, a leđna podijeljena u dva dijela.

## Rasprostranjenost
Glavoč vitkan je endemska vrsta u Mediteranu, do sada je pronađen oko Maroka, Baleara i u Jadranu.

## Vanjske poveznice
|  | Wikivrste imaju podatke o taksonu Gobius strictus |